# Mönichsreith
Mönichsreith ist eine Ortslage in der Wolfgangseeregion des Salzkammerguts in Oberösterreich wie auch Ortschaft der Gemeinde St. Wolfgang im Salzkammergut im Bezirk Gmunden.

## Geographie
Mönichsreith befindet sich etwa 35 Kilometer östlich von Salzburg, 10 Kilometer westlich von Bad Ischl, unmittelbar an der Landesgrenze Salzburg–Oberösterreich. Der Ort liegt 3½ Kilometer östlich von St. Wolfgang, direkt nordöstlich von Strobl, links in Wolfgangtal. Der Ort liegt direkt an der Landesgrenze Oberösterreich–Land Salzburg, hier der Ischler Ache (Ischl). Zum Wolfgangsee ist Mönichsreith hinter dem Bürglstein (745 m ü. A.). Nördlich erhebt sich der Lugberg (916 m ü. A.) der Schafberggruppe, der Berg am Schwarzensee.
Die Ortslage erstreckt sich über knapp 1½ Kilometer auf dem Riedel zwischen dem Schwarzenbach (Moosbach) – dem Abfluss des Schwarzensees – und dem Grabner Bach. Sie umfasst hauptsächlich eine Gruppe Häuser an der St. Wolfganger Straße (L546) am Bergfuß auf um die 560 m ü. A., und eine an der Ischler Ache, etwa auf derselben Höhe. Zusammen sind das um die 30 Adressen mit 100 Einwohnern.
Die L546(A)/L116 von Strobl nach St. Wolfgang passiert den Ort westlich.
| Schwarzenbach (O)                                        |                                                                              | Graben (O) ∗ |
| Bürglstein (O)                                           | Kompassrose, die auf Nachbargemeinden zeigt                                  | Weinbach (O) |
| Strobl ∗∗ (O, Gem. Strobl, Bez. Salzburg-Umgebung, Sbg.) | Seethurn-Siedlung Weißenbach (O) (Gem. Strobl, Bez. Salzburg-Umgebung, Sbg.) |              |

∗ Dahinter Ortsch. Rußbach.
∗∗ Die Ortsch. Strobl grenzt nicht direkt an, weil sich Weißenbach an der Ischl noch dazwischenschiebt.

## Geschichte
Der Ortsname ist 1416 als Münchsreit das erste Mal urkundlich nachweisbar. Der Rodungsname -reit/reut bezieht sich auf die Besitzungen der Benediktiner-Mönche von Mondsee. Zu dieser Zeit wird das Wolfgangtal urbar gemacht. Zwischen den heute oberösterreichischen, seinerzeit bayrischen Besitzungen von Mondsee, und den heute salzburgischen des erzbischöflichen Klosters St. Peter zu Salzburg (ebenfalls Benediktiner) ist es schon seit den Schenkungen durch Herzog Odilo Mitte des 8. Jahrhunderts geteilt.
Noch in den 1950er Jahren bestanden hier nur neun Gehöfte, nicht mehr als Ende des 18. Jahrhunderts, erst mit der Entwicklung des modernen Tourismus im Salzkammergut stieg die Einwohnerschaft an.